# Le Clan des rois
Pour les articles homonymes, voir Pride (homonymie).
Pour plus de détails, voir Fiche technique et Distribution.
Le Clan des rois (Pride) est un téléfilm britannique réalisé par John Downer et diffusé en 2004 sur la BBC.
Il s'agit d'une fiction basée sur la vie d'un clan de lions. Le scénario le rapproche plus d'un film comme Le Roi lion plutôt que d'un documentaire animalier ou un docufiction.

## Synopsis
Suki et Linus, deux lionceaux, vivent au sein d'un clan dans une vallée fertile. Leur mère, Macheeba, tente de leur apprendre à chasser mais ses enfants préfèrent jouer et partir en exploration. Deux patriarches, Eddie et James, veillent sur la communauté. L'arrivée de Dark et Harry, deux lions appartenant à la tribu des vagabonds et décidés à prendre possession de la vallée, va mettre en péril la survie du clan.

## Fiche technique
- Titre original : Pride
- Titre français : Le Clan des rois
- Réalisation : John Downer
- Scénario : Simon Nye
- Production : John Downer
- Société de production : BBC
- Langue : anglais
- Durée : 91 minutes
- Dates de diffusion : 
  -  Royaume-Uni : 21 juin 2004
  -  France : 21 décembre 2004

## Distribution

### Voix originales
- Jim Broadbent : Eddie
- Robbie Coltrane : James
- Kate Winslet : Suki
- Rupert Graves : Linus
- Martin Freeman : Fleck
- Helen Mirren : Macheeba
- Sean Bean : Dark
- John Hurt : Harry
- Kwame Kwei-Armah : Lush

### Voix françaises
- Jean Rochefort : Eddie
- Jean-Pierre Marielle : James
- Claire Bouanich : Suki enfant
- Céline Monsarrat : Suki adulte
- Gwenaël Sommier : Linus enfant
- Alexandre Gillet : Linus adulte
- Olivier Martret : Fleck enfant
- Emmanuel Curtil : Fleck adulte
- Anne Jolivet : Macheeba
- Patrick Poivey : Dark
- Pascal Renwick : Harry
- Guillaume Orsat : Lush

## Diffusion et audiences
Lors de sa première diffusion en France sur France 2, le téléfilm a réuni 7,28 millions de téléspectateurs et une part de marché de 28,7%, se hissant en tête des audiences en prime-time. 

## Autour du film
- Les lions ont été principalement filmés en liberté dans le Serengeti (certains plans ont néanmoins été tournés dans un parc d'Afrique du Sud) à l'aide d'une caméra téléguidée et camouflée pour ressembler à des éléments naturels de la savane. Les animaux ont ainsi pu être filmés de près. Les expressions faciales permettant de donner des caractères anthropomorphiques aux lions ont été réalisées par le studio Jim Henson. Le film bénéficie, dans sa version anglaise comme dans sa version française, d'une distribution rassemblant plusieurs acteurs connus (dont la voix française de Simba : Emmanuel Curtil).